# 昭和シングル
昭和シングル（しょうわシングル）は、フランキー堺の楽曲。

## 概要
1986年にEPレコードで日本クラウンから発売。
作詞は宇津木正教、作曲は中村ブン、編曲は渡辺勝 (音楽家)。
2006年に発売されたシングル・コレクション（CROWN RECORD ERA）に収録されている。